# Pachypanchax sakaramyi
Pachypanchax sakaramyi é uma espécie de peixe da família Aplocheilidae.
É endémica de Madagáscar.
Os seus habitats naturais são: rios e lagos de água doce.
Está ameaçada por perda de habitat.